# Лозки (Калинковичский район)
Лозки (бел. Лозкі) — деревня в Наховском сельсовете Калинковичского района Гомельской области Беларуси.

## География

### Расположение
В 22 км на северо-восток от районного центра и железнодорожной станции Калинковичи, 102 км от Гомеля.

## Транспортная сеть
Транспортные связи по просёлочной, затем автомобильной дороге Гомель — Лунинец. Планировка состоит из прямолинейной улицы, ориентированной с юго-востока на северо-запад, к которой присоединяется с запада короткая прямолинейная улица. Застройка двусторонняя деревянная усадебного типа.

## История
По письменным источникам известна с XIX века как деревня в Речицком уезде Минской губернии. В 1879 году упоминается как селение в Автюковичском церковном приходе. В 1908 году в Автюкевичской волости.
С 8 декабря 1926 года до 30 декабря 1927 года центр Лозковского сельсовета Василевичского, с 4 августа 1927 года Речицкого района Речицкого, с 9 июня 1927 года Гомельского округов.
В 1931 году организован колхоз. В 1940 г.. Во время Великой Отечественной войны 22 июля 1942 года оккупанты согнали жителей в 3 дома, подожгли, а тех, кто убегал, — расстреливали. Было заживо сожжено 476 человек (похоронены в могиле жертв фашизма). В дома были загнаны и сожжены, как и взрослые, так и дети, и старики.
Причина акта террора - пущенный под откос поезда за неделю. Поезд был пущен ближе к станции Голевицы, но по некоторым данным, староста Голевиц откупился. И фашистами было принято решение сжечь деревню Лозки. В день массового убийства со стороны Голевиц ехал бронепоезд, производя выстрелы в сторону леса и в воздух. Возможно, порядочные немцы, пытались предупредить местное население. Часть людей в это время работали на полях. И большинство из них инстинктивно убежали в лес, где и переждали, что и спасло их. Хотя некоторые, со временем были отправлены в концлагеря.
В уничтожении жителей деревни принимали также участия Наховские и Василевичские полицаи.
34 жителя погибли на фронте. Согласно переписи 1959 года в составе колхоза «Рассвет» (центр — деревня Замостье).

## Население

### Численность
- 2004 год — 37 хозяйств, 53 жителя.

### Динамика
- 1897 год — 15 дворов, 209 жителей (согласно переписи).
- 1908 год — 46 дворов, 282 жителя.
- 1940 год — 125 дворов, 480 жителей.
- 1959 год — 330 жителей (согласно переписи).
- 2004 год — 37 хозяйств, 53 жителя.